# An Nhơn (thị xã)
An Nhơn là một thị xã cũ thuộc tỉnh Bình Định, Việt Nam.

## Địa lý
Thị xã An Nhơn có vị trí địa lý:
- Phía đông giáp huyện Tuy Phước
- Phía tây giáp huyện Tây Sơn
- Phía nam giáp huyện Vân Canh
- Phía bắc giáp huyện Phù Cát.

Theo thống kê năm 2019, thị xã có diện tích 242,7 km², dân số là 175.709 người, mật độ dân số đạt 724 người/km².
Trung tâm hành chính của thị xã đặt tại phường Bình Định (thị trấn Bình Định trước đây).
An Nhơn là một thị xã đồng bằng, phát triển theo hướng công nghiệp và đô thị hóa. Thị xã nằm dọc theo trục đường Quốc lộ 1, cách trung tâm thành phố Quy Nhơn khoảng 17 km về hướng tây bắc. Có các tuyến đường chính là Quốc lộ 1, quốc lộ 19, Quốc lộ 19B và đường sắt Bắc Nam, cách sân bay Phù Cát 8 km.
Là đô thị vệ tinh của thành phố Quy Nhơn và là trung tâm giao lưu kinh tế - văn hóa xã hội trong khu vực miền Trung - Tây Nguyên theo định hướng phát triển kinh tế xã hội của tỉnh Bình Định.

## Hành chính
Thị xã An Nhơn có 15 đơn vị hành chính trực thuộc, gồm 5 phường: Bình Định, Đập Đá, Nhơn Hòa, Nhơn Hưng, Nhơn Thành và 10 xã: Nhơn An, Nhơn Hạnh, Nhơn Hậu, Nhơn Khánh, Nhơn Lộc, Nhơn Mỹ, Nhơn Phong, Nhơn Phúc, Nhơn Tân, Nhơn Thọ.

## Lịch sử
Từ kết quả nghiên cứu khảo cổ học của Viện khảo cổ học và theo Đại Nam nhất thống chí, Bình Định nói chung và An Nhơn nói riêng thuộc đất Việt Thường Thị được hình thành sớm, tương đương với thời Tam Hoàng, Ngũ Đế của Trung Hoa.
Vào đời Tần, đất An Nhơn thuộc Tượng quận, đời Hán đặt huyện Tượng Lâm thuộc quận Nhật Nam, đời Tùy đổi thành quận Lâm Ấp.
Năm 803, An Nhơn là đất của hai thành Chà Bàn và Thị Nại thuộc nước Chiêm Thành.
Năm 938 đến năm 1470, An Nhơn là vùng trung tâm của Vương quốc Chăm Pa cổ đại, với thủ đô là thành Đồ Bàn (nay thuộc xã Nhơn Hậu) tồn tại 5 thế kỷ, từ thế kỷ XI đến XV.
Năm 1471, vua Lê Thánh Tông tháng 4 chiếm thành Đồ Bàn, tháng 7 lập phủ Hoài Nhơn lệ vào Thừa tuyên Quảng Nam. Phủ Hoài Nhơn khi đó có ba huyện: Bồng Sơn, Phù Ly và Tuy Viễn. An Nhơn thuộc huyện Tuy Viễn.
Năm 1602, Chúa Nguyễn Hoàng đổi phủ Hoài Nhơn thành phủ Quy Nhơn. Phủ thành Quy Nhơn đóng tại thôn Châu Thành (phường Nhơn Thành, thị xã An Nhơn ngày nay).
Năm 1778, sau khi giải phóng các vùng đất từ Quảng Nam đến Ninh Thuận, nhà Tây Sơn định đô ở An Nhơn, cải tạo và mở rộng thành Đồ Bàn, xây dựng thành Hoàng Đế. An Nhơn trở thành trung tâm chính trị của nhà Tây Sơn khi vua Thái Đức - Nguyễn Nhạc xây dựng thành Hoàng Đế.
Năm 1799, Nguyễn Ánh chiếm thành Hoàng Đế, đổi tên thành là Bình Định. Vua Gia Long lấy thành Bình Định làm trị sở của dinh Bình Định.
Năm 1832, vua Minh Mạng lập phủ An Nhơn gồm các huyện Tuy Phước và Tuy Viễn, phủ lỵ An Nhơn đặt tại thôn Hòa Cư, xã Nhơn Hưng, đến năm 1852 phủ lỵ dời về An Thái - Nhơn Phúc.
Qua nhiều lần điều chỉnh địa giới và đơn vị hành chính, đến năm 1865, phủ An Nhơn có 4 tổng: Mỹ Đức (19 làng), An Ngãi (26 làng), Nhơn Nghĩa (28 làng), Háo Đức (35 làng). Năm 1939, phủ An Nhơn lập thêm 2 tổng mới, tách tổng Nhơn Nghĩa thành Nhơn Nghĩa Thượng và Nhơn Nghĩa Hạ, tách tổng Háo Đức thành Háo Đức Thượng và Háo Đức Hạ, phủ lỵ An Nhơn chuyển về phường Bình Định ngày nay.
Trong suốt giai đoạn phong kiến, đất An Nhơn là nơi chứng kiến, ghi dấu ấn sâu sắc của nhiều sự kiện lịch sử, văn hóa lớn của đất nước nói chung và tỉnh Bình Định nói riêng.
Sau Cách mạng Tháng Tám năm 1945, chính quyền cách mạng đổi tên phủ An Nhơn thành phủ Nguyễn Trọng Trì.
Đến tháng 2 năm 1946, đổi phủ thành huyện, bỏ cấp tổng, sáp nhập 108 làng chia thành 31 xã.
Đến tháng 4 năm 1947, huyện An Nhơn được sắp xếp lại thành 12 xã.
Năm 1950, tách một phần phía Đông Bắc xã Nhơn Hậu thành lập thêm một đơn vị hành chính là xã Đập Đá.
Sau năm 1954, chính quyền Ngô Đình Diệm đổi huyện An Nhơn thành quận An Nhơn có 13 đơn vị hành chính gồm các xã: Đập Đá, Nhơn An, Nhơn Hạnh, Nhơn Phong, Nhơn Hậu, Nhơn Hoà, Nhơn Hưng, Nhơn Khánh, Nhơn Phúc, Nhơn Lộc, Nhơn Mỹ, Nhơn Thành, Nhơn Thọ.
Năm 1972, tách xã Phước Hưng thuộc quận Tuy Phước nhập vào quận An Nhơn, đổi tên là xã Nhơn Tân.
Sau năm 1975, tỉnh Nghĩa Bình được thành lập từ 2 tỉnh Bình Định và Quảng Ngãi, quận An Nhơn được đổi thành huyện An Nhơn có 13 xã, tách xã Nhơn Tân trả về huyện Tuy Phước với tên cũ là Phước Hưng.
Ngày 24 tháng 3 năm 1979, Chính phủ ban hành Quyết định số 127-CP thành lập thị trấn Bình Định trên cơ sở tách một phần diện tích xã Nhơn Hưng.
Ngày 19 tháng 2 năm 1986, Hội đồng Bộ trưởng ban hành Quyết định số 15-HĐBT thành lập xã Nhơn Tân trên cơ sở một phần diện tích của xã Nhơn Thọ và một phần diện tích của xã Nhơn Lộc.
Năm 1989, huyện An Nhơn thuộc tỉnh Bình Định vừa được tái lập.
Ngày 26 tháng 12 năm 1997, Chính phủ ban hành Nghị định số 118/1997/NĐ-CP thành lập thị trấn Đập Đá trên cơ sở xã Đập Đá.
Ngày 30 tháng 12 năm 2010, Bộ Xây dựng ban hành Quyết định số 1175/QĐ-BXD công nhận thị trấn Bình Định mở rộng là đô thị loại IV trực thuộc tỉnh Bình Định.
Cuối năm 2010, huyện An Nhơn có 2 thị trấn: Bình Định (huyện lỵ), Đập Đá và 13 xã: Nhơn An, Nhơn Hạnh, Nhơn Phong, Nhơn Hậu, Nhơn Hòa, Nhơn Hưng, Nhơn Khánh, Nhơn Phúc, Nhơn Lộc, Nhơn Mỹ, Nhơn Tân, Nhơn Thành, Nhơn Thọ.
Ngày 28 tháng 11 năm 2011, Chính phủ ban hành Nghị quyết số 101/NQ-CP thành lập thị xã An Nhơn trên cơ sở toàn bộ diện tích tự nhiên và dân số của huyện An Nhơn; đồng thời chuyển 2 thị trấn: Bình Định, Đập Đá và 3 xã: Nhơn Hòa, Nhơn Hưng, Nhơn Thành thành 5 phường có tên tương ứng.
Thị xã An Nhơn có 24.264,36 ha diện tích tự nhiên, 187.817 nhân khẩu với 15 đơn vị hành chính trực thuộc, gồm 5 phường: Bình Định, Đập Đá, Nhơn Hòa, Nhơn Hưng, Nhơn Thành và 10 xã: Nhơn An, Nhơn Phong, Nhơn Hạnh, Nhơn Hậu, Nhơn Mỹ, Nhơn Khánh, Nhơn Phúc, Nhơn Lộc, Nhơn Tân, Nhơn Thọ.
Ngày 2 tháng 3 năm 2021, Bộ Xây dựng ban hành Quyết định số 219/QĐ-BXD công nhận thị xã An Nhơn là đô thị loại III trực thuộc tỉnh Bình Định.

## Kinh tế

### Các khu, cụm công nghiệp
1. Khu công nghiệp Nhơn Hòa
2. Cụm công nghiệp: Gò Đá Trắng, Phường Bình Định, Nhơn Phong, Thanh Liêm, Tân Đức, An Trường, Đồi Hỏa Sơn, Thắng Công, Nhơn Tân, An Mơ.

## Văn hóa - du lịch

### Làng nghề
1. Làng nghề Tiện gỗ mỹ nghệ Nhơn Hậu
2. Làng nghề Gốm Vân Sơn
3. Làng nghề Bún tươi Ngãi Chánh
4. Làng nghề Rèn Tây Phương Danh
5. Làng nghề Đúc kim loại Bằng Châu
6. Làng nghề Rượu Bàu Đá
7. Làng nghề Nón lá Gò Găng
8. Làng nghề Bánh tráng Trường Cửu
9. Làng nghề Bún khô, Bánh tráng An Thái
10. Làng nghề Đậu khuôn Vạn Thuận
11. Làng nghề Cốm nếp An Lợi
12. Làng nghề Bánh ướt, Bánh hỏi Nhơn Thuận
13. Làng nghề Tăm nhang Bả Canh
14. Làng nghề Đan tre Đông Lâm
15. Làng nghề Đan tre Đại Bình
16. Làng nghề Nón lá Nghĩa Hòa
17. Làng nghề Nón lá Đại An
18. Làng nghề Nón lá Tân Nghi
19. Làng nghề Nón lá Thuận Đức
20. Làng Mai cảnh Háo Đức
21. Làng Mai cảnh Thanh Liêm
22. Làng Mai cảnh Nhơn Phong

### Di tích - Danh Thắng

#### I. Các di tích lịch sử – văn hóa cấp quốc gia
1. Thành Hoàng Đế
2. Tháp Cánh Tiên
3. Chùa Thập Tháp
4. Tháp Phú Lốc
5. Lò gốm cổ Gò Sành
6. Chùa Nhạn Sơn
7. Thành Cha

#### II. Các di tích lịch sử –  văn hóa cấp tỉnh
1. Nơi thành lập Chi bộ Hồng Lĩnh
2. Vụ thảm sát Kim Tài
3. Mộ tập thể chiến sĩ Tiểu đoàn 6, Trung đoàn 12, Sư đoàn Sao Vàng
4. Cột cờ Thành Bình Định
5. Miếu Bà
6. Văn Miếu
7. Khu căn cứ cách mạng An Trường
8. Đền thờ Võ Duy Dương
9. Phủ thành Quy Nhơn
10. Gò Chàm – Nhơn Hưng
11. Bầu Sấu – Kỳ Đồng
12. Nơi ở và dạy học Thầy Trương Văn Hiến
13. Trường thi Bình Định (Trường thi võ ở xã Nhơn Lộc và Trường thi văn ở P.Nhơn Hòa, TX.An Nhơn)
14. Đền thờ hai Bà Châu - Trần nhị thị
15. Mộ danh nhân Tiến sĩ Hồ Sĩ Tạo

#### III. Các di tích lịch sử – văn hóa đang đề nghị xếp hạng
1. Văn chỉ An Bình
2. Mộ Tướng quân Nguyễn Văn Vệ

#### IV. Các di tích lịch sử – văn hóa đang đề nghị nâng hạng cấp quốc gia
1. Mộ tập thể chiến sĩ Tiểu đoàn 6, Trung đoàn 12, Sư đoàn Sao vàng
2. Khu di tích Chi bộ Hồng Lĩnh

#### V. Công trình kiến trúc tiêu biểu có giá trị lịch sử
1. Nhà thờ Kim Châu

#### VI. Danh thắng
1. Hồ Núi Một Lưu trữ ngày 12 tháng 6 năm 2023 tại Wayback Machine

## Giao thông
Thị xã An Nhơn có hệ thống giao thông kinh tế rất thuận lợi: có Quốc lộ 1, Quốc lộ 19, Quốc lộ 19B, đường cao tốc Bắc – Nam phía Đông và Đường sắt Bắc Nam đi qua, cách Sân bay Phù Cát 8 km tạo điều kiện cho việc giao lưu kinh tế, văn hóa trong và ngoài tỉnh.